# Johan Paul Constantinus Grolman

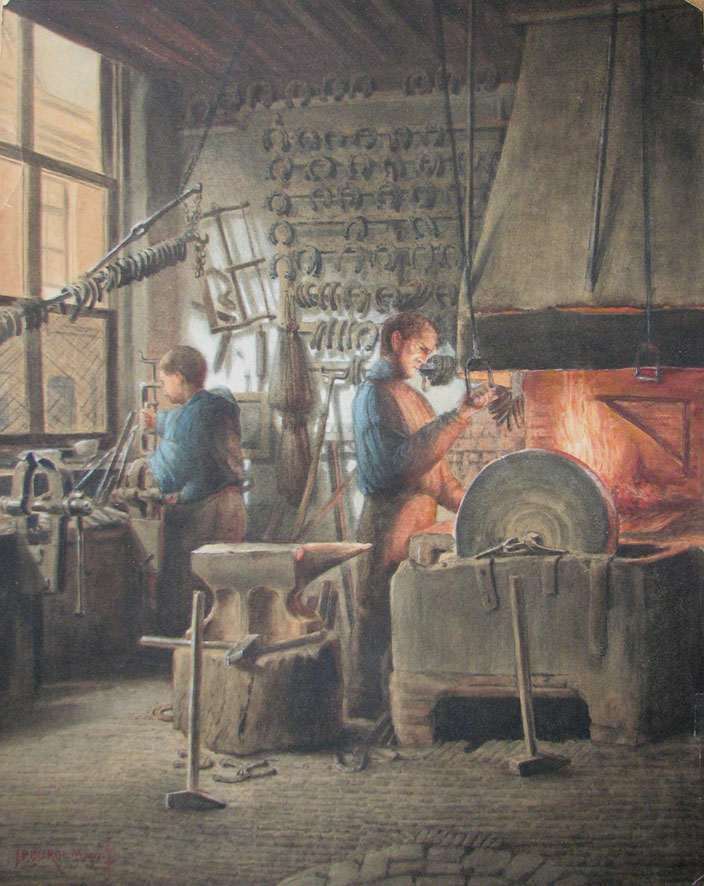
De hoefsmid Ohl met zijn knecht in de smederij op de Varkensmarkt 26 te Utrecht in 1892. Gouache.

Johan Paul Constantinus Grolman (Utrecht, 4 mei 1841 - Den Haag, 14 december 1927) is een kunstschilder uit Utrecht.
Onder de Utrechtse schilders die rond 1900 actief waren, neemt J.P.C. Grolman een aparte plaats in. Hij werd op 4 mei 1841 geboren in de Viesteeg (de huidige Lange Viestraat). Tot zijn 50e jaar was hij daar werkzaam als decoratie- en huisschilder. 
Als kunstenaar wordt hij aanvankelijk omschreven als zondagsschilder. Overigens was hij al wel sinds 1864 lid van het Schilder- en Teekenkundig Genootschap Kunstliefde en exposeerde dikwijls op de jaarlijkse tentoonstellingen. In 1891 deed hij zijn bedrijf over aan zijn zoon en legde hij zich geheel toe op het kunstschilderen. In 1895 liet hij zijn huis, Lange Viestraat 32, opnieuw optrekken en richtte er een atelier in oud-Hollandse stijl in. Hij ontwikkelde een goede techniek, waardoor zijn schilderijen en aquarellen ook nu nog zo fris ogen alsof ze gisteren gemaakt zijn.
Een aantal onderwerpen had zijn grote belangstelling. In de eerste plaats het vastleggen van zijn eigen omgeving: de stad Utrecht in het algemeen en Wijk C in het bijzonder. Deze stadsgezichten zijn warm van uitstraling en geven een goed beeld van de stad Utrecht aan het eind van de 19e eeuw. Hierin valt hij te vergelijken met zijn achterneef Anthony Grolman.
Johan Grolman was een religieus mens. Hij zag zichzelf als opvolger van de 19e-eeuwse Haagse kerkschilder Johannes Bosboom en schilderde vele kerkinterieurs in diens stijl. Vrijwel alle kerken van Utrecht zijn door hem vastgelegd. Gedurende zijn vele reizen door het land vereeuwigde Grolman tal van kerken en overheidsgebouwen. Bijzonder is dat hij, als protestant, zeer geïnteresseerd was in het joods-kerkelijk leven. Veelvuldig bezocht hij de synagoge in de Springweg om de joodse eredienst te leren begrijpen en vervolgens te schilderen. 
Johan Grolman overleed op 14 december 1927 in Den Haag, waar hij wegens gezondheidsproblemen verbleef. Maar hij werd in 'alle eenvoud' in 'zijn' Utrecht begraven.
Zijn omvangrijke oeuvre werd na zijn dood geveild, waardoor veel van zijn werken niet meer te traceren zijn. 

## Waar te vinden
De volgende musea/instellingen hebben werk in hun collectie:

- Volksbuurtmuseum Wijk C, Utrecht
- Bartholomeïgasthuis, Utrecht
- Het Utrechts Archief, Utrecht
- Centraal Museum, Utrecht
- Joods Historisch Museum, Amsterdam
- Rijksmuseum, Amsterdam

- Biografisch Portaal: 52149271
- International Standard Name Identifier: 0000 0003 9025 5738
- Nederlandse Thesaurus van Auteursnamen: 081607350
- RKD-Nederlands Instituut voor Kunstgeschiedenis: 34073
- Virtual International Authority File: 283846332
- WorldCat: E39PBJbtk9mWFxFTKGxQrYrcyd